# Transcripció genètica

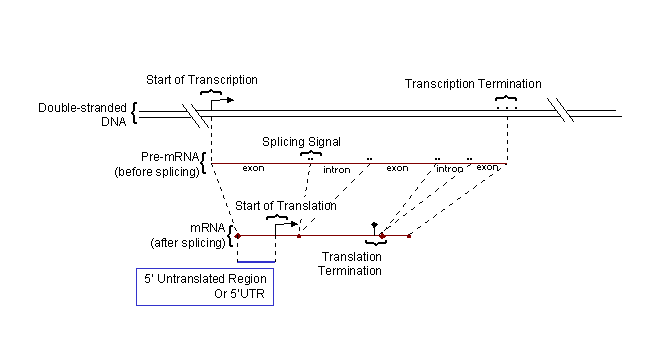
Transcripció de l'ADN a ARN

La transcripció de l'ADN és el primer procés de l'expressió genètica. Durant la transcripció genètica, les seqüències d’ADN són copiades a ARN mitjançant un enzim anomenat ARN polimerasa. La transcripció produeix ARN missatger com a primer pas de la síntesi de proteïnes. La transcripció de l'ADN també podria anomenar-se síntesi de l'ARN missatger.

## Transcripció en procariotes
La transcripció de l'ADN en bacteris ocorre en el citoplasma (en no posseir nucli cel·lular com les cèl·lules eucariotes) i consta d'una sèrie de fases consecutives que són la iniciació, elongació i terminació de la síntesi d'ARN.

### Iniciació
El complex de transcripció en què forma part l'ARN polimerasa, necessita factors d'iniciació que s'uneixin a seqüències específiques d'ADN per a ser reconegudes i se sintetitza l'ARN encebador. Les seqüències d'ADN en les que s'acoblen els complexos de transcripció s'anomenen promotors. Els promotors tenen seqüències de nucleòtids definides, on la més coneguda és la caixa TATA. Els promotors es localitzen als extrems 5'-terminals dels gens. L'ARN polimerassa s'uneix a les seqüències promotores que inclou la caixa TATA. La seqüència promotora està formada per uns 70 parells de bases nitrogenades, que conforme amb la grandària de l'holoenzim ARN polimerasa que és una esfera d'aproximadament 20 nanòmetres de diàmetre. L'ARN polimerasa s'uneix a una de les cares de l'ADN bicatenari i aquest s'enrotlla en l'enzim de forma semblant a com ho fa amb el nucleosoma. La interacció entre l'ARN polimerasa i l'ADN està estabilitzada per diversos tipus d'enllaços dèbils com interaccions iòniques, interaccions de Van der Waals i enllaços d'hidrogen. La unió d'ARN polimerasa a ADN s'anomena complex tancat. El reconeixement del promotor per l'ARN polimerasa va a càrrec de la subunitat delta. Encara que la recerca del promotor per l'ARN polimerasa és molt ràpida, la formació de la bambolla de transcripció o obertura de l'ADN i la síntesi de l'encebador és molt lenta. La bambolla de transcripció és una obertura d'ADN desnaturalitzat de 18 parells de bases, on comença a sintetitzar-se l'ARN encebador a partir del nucleòtid número 10 de l'ADN motlle de la bambolla de transcripció. La bambolla de transcripció s'anomena complex obert. Els ribonucleòtids trifosfat es van unint a l'ADN motlle per a formar l'encebador. La subunitat delta abandona el complex de transcripció quan l'encebador aconsegueix una longitud de 10 ribonucleòtids.

### Elongació

Diagrama simplificat de l'elongació en la transcripció

L'ARN polimerasa catalitza l'elongació de cadena de l'ARN. Una cadena d'ARN s'uneix per aparellament de bases a la cadena d'ADN, i perquè es formen correctament els enllaços d'hidrogen que determina el següent nucleòtid del motle d'ADN, el centre actiu de l'ARN polimerasa reconeix als ribonucleòtids trifosfat entrants. Quan el nucleòtid entrant forma els enllaços d'hidrogen idonis, llavors l'ARN polimerasa catalitza la formació de l'enllaç fosfodièster entre la cadena d'ARN ja formada i el ribonucleòtid entrant amb l'alliberament de pirofostat. La velocitat de síntesi d'ARN en E. coli està compresa entre 30 i 85 nucleòtids per segon, més lenta que la síntesi d'ADN.

### Terminació
En finalitzar la síntesi d'ARNm, aquesta molècula ja s'ha separat completament de l'ADN (que recupera la seua forma original) i també de l'ARN polimerasa, acabant la transcripció. La terminació és una altra etapa diferent de la transcripció, perquè just quan el complex de transcripció s'ha acoblat activament ha de desacoblar-se una vegada que l'elongació s'ha completat. La terminació està senyalitzada per la informació continguda en llocs de la seqüència de l'ADN que s'està transcrivint, per la qual cosa l'ARN polimerasa es deté en transcriure algunes seqüències especials de l'ADN. Aquestes seqüències són riques en guanina i citosina, situades a l'extrem dels gens, seguides de seqüències riques en timina, formant seqüències palindròmiques, que quan es transcriuen l'ARN recentment sintetitzat adopta una estructura en ganxo que desestabilitza el complex ARN-ADN, obligant a separar-se de l'ARN polimerasa, renaturalitzant-se la bambolla de transcripció.
Algunes seqüències d'ADN no tenen la seqüència de terminació, sinó que posseeixen una altra seqüència a què s'uneixen una sèrie de proteïnes reguladores específiques de la terminació de la transcripció com rho.

## Transcripció en eucariotes
En el cas de les cèl·lules eucariotes, el procés es realitza en el nucli, i és semblant al de les procariotes, però de major complexitat. Una vegada transcrit l'ARN, pateix un procés de maduració que després de talls i entroncaments successius elimina els introns per a produir l'ARNm final.
Durant aquest procés de maduració es pot donar lloc a diferents molècules d'ARN, en funció de diversos reguladors. Així, un mateix gen o seqüència d'ADN, pot donar lloc a diferents molècules d'ARNm i, per tant, produir diferents proteïnes.
Un altre factor de regulació propi dels eucariotes són els coneguts enhancers, que incrementen bruscament l'activitat de transcripció de la cèl·lula i no depèn de la ubicació d'aquests en el gen, ni la direcció de la lectura.

## Translació (Cal citació)
La transcripció de l'ADN en bacteris ocorre en el citoplasma (en no posseir nucli cel·lular com les cèl·lules eucariotes) i consta d'una sèrie de fases consecutives que són la iniciació,elongació i terminació de la síntesi d'ARN.